# Hanna Hagbom
Hanna Hagbom född 1874, död 2 mars 1953, var en finländsk folkskollärarinna och kompositör. Henne liv upptogs av för hennes tid och bakgrund typiska kulturella och sociala strävanden: folkbildning, fosterländskhet och hängiven (finlands)svenskhet. Hon var verksam i Svenska folkpartiet, Svenska odlingens vänner, Svenska folkskolans vänner, Lotta Svärd-organisationen och sångfester. Inget av detta skulle ha gjort Hanna Hagbom hågkommen; hennes berömmelse vilar uteslutande på att hon runt 1905 tonsatte en av Nordens populäraste visor, Båklandets vackra Maja med text av Arvid Mörne.